# Naćmierz (gromada)
Naćmierz (w latach 1970. Nacmierz) – dawna gromada, czyli najmniejsza jednostka podziału terytorialnego Polskiej Rzeczypospolitej Ludowej w latach 1954–1972.
Gromady, z gromadzkimi radami narodowymi (GRN) jako organami władzy najniższego stopnia na wsi, funkcjonowały od reformy reorganizującej administrację wiejską przeprowadzonej jesienią 1954 do momentu ich zniesienia z dniem 1 stycznia 1973, tym samym wypierając organizację gminną w latach 1954–1972.
Gromadę Naćmierz z siedzibą GRN w Naćmierzu (w obecnym brzmieniu Nacmierz) utworzono – jako jedną z 8759 gromad na obszarze Polski – w powiecie sławieńskim w woj. koszalińskim na mocy uchwały nr 43/54 WRN w Koszalinie z dnia 5 października 1954. W skład jednostki weszły obszary dotychczasowych gromad Naćmierz, Wicie, Jarosławiec, Wszedzień, Bylica i Rusinowo ze zniesionej gminy Naćmierz w tymże powiecie. Dla gromady ustalono 13 członków gromadzkiej rady narodowej.
1 stycznia 1958 do gromady Naćmierz włączono obszar zniesionej gromady Łącko (oprócz wsi Królewo, Królewice i Wicko) w tymże powiecie.
31 grudnia 1961 do gromady Nacmierz włączono wsie Dzierżęcin, Kanin i Karsino ze zniesionej gromady Masłowice w tymże powiecie.
Gromada przetrwała do końca 1972 roku, czyli do kolejnej reformy gminnej.